# Power Instinct
Power Instinct (豪血寺一族: Gouketsuji Ichizoku "La família Gouketsuji" en Japó) és un videojoc de lluita creat per la companyia Atlus en 1993. Com molts altres jocs de principis dels noranta, Power Instinct va seguir el deixant del Street Fighter de Capcom i, encara que a Occident és un joc molt poc conegut, al Japó collí suficient èxit per a assentar-se com saga.
El joc és de caràcter còmic, tenint entre les seues lluitadors paròdies d'altres personatges Reiji Oyama, per exemple, és el típic karateka a l'estil de Ryu, a qui parodia fins i tot en la seua obsessió per entrenar-se) i a un parell d'ancianes poderosíssimes, les germanes Oume i Otane Gouketsuji. També es caracteritza per la possibilitat de diversos dels seus personatges de transformar-se enmig del combat, fet que es dona especialment en la segona part de la saga.

## Jocs
La saga Gouketsuji Ichizoku conta en el seu haver amb sis jocs, si bé dos d'ells (Legends i Bonnou no Kaihou) són revisions d'anteriors jocs (2 i Matrimelee, respectivament). A més, també existeix un spin-of, Princess Kurara Daisakusen, que és una aventura en perspectiva isomètrica protagonitzada per la magical girl Kurara.

### Power Instinct / Gouketsuji Ichizoku
Any: 1993.
Desenvolupador: Atlus
Història: La família Gouketsuji és la tercera més poderosa del món i per això molts anhelen alçar-se com líder del clan. Per a això, cada cinc anys se celebra un torneig d'arts marcials on tots aquells que tinguin algun parentiu amb els Gouketsuji puguen optar pel títol de líder del clan. Oume duu aqueix títol des de fa 60 anys i no ha estat derrotada encara. Podrà algú posar fi al regnat d'Oume i prendre el control del clan?
Descripció: Primer joc de la saga amb uns gràfics d'un estil similar el de World Heroes: és a dir, serietat amb un estrany toc d'humor.
Hi ha 8 personatges jugables: Reiji, Keith, Annie, Angela, Saizo, Thin-Nen, White Buffalo i Otane. La cap final és Oume, capdavantera del clan Gouketsuji, que gràficament no és més que Otane amb un canvi de color de les robes i molt més difícil de derrotar.
El seu sistema de joc és molt similar al d'altres jocs com Street Fighter o Fatal Fury, encara que s'inclouen salts dobles (açò és, quan el personatge està en l'aire, pot impulsar-se i guanyar més altura). No obstant això, aquest sistema no està del tot depurat, la qual cosa porta problemes en l'apartat de jugabilitat, resultant un joc que, encara que atractiu, la seua imprecisió jugable es converteix en un llast.
Ací ens trobem per primera vegada amb els "personatges transformables", en aquest cas representats per les bessones Oume i Otane, capaces de convertir-se en les seues respectives formes juvenils.
El joc va aparèixer en arcade, Super NES i Mega Drive/Genesis.

### Power Instinct 2 / Goketsuji Ichizoku 2 Chottodake Saikyou Densetsu
Any: 1994.
Desenvolupador: Atlus
Història: Després de vèncer Otane en el torneig dels Gouketsuji, es proclama capdavanter del clan. No obstant això, Oume i la seua mare, Oshima, desitjant recuperar el control dels Gouketsuji, segresten a Otane i la llencen al mar, per a més tard fer creure a tots que Otane renuncia a liderar el clan. AL no haver capdavanter, s'ha d'organitzar un nou torneig per a veure qui ocuparà el tron de líder... Antics combatents i altres nous es reuneixen a Otane Land per a disputar-se el lideratge.
Descripció: Aquesta segona part millora considerablement el vist en la primera part. Si bé l'estil gràfic es respecta, hi ha retocs notables, igual que ocorre en l'apartat musical, que ofereix gran quantitat de temes cantats i amb una qualitat decent per a l'època.
El canvi més important es troba en el sistema de joc, més depurat i accessible, si bé la dificultat del joc ha augmentat considerablement. A més, s'afegeix en aquest lliurament la "barra d'estrès", la típica barra d'energia que s'emplena (en aquest cas, al rebre colps o al bloquejar l'enemic els atacs) per a poder realitzar moviments molt més poderosos.
El planter de lluitadors seleccionables augmenta de 8 a 13 personatges jugables gràcies a la inclusió de Kurara, Kanji, Kinta, Ryuto i Oshima. Otane es converteix en cap final en comptes d'Oume, qui passa a ser la bessona jugable d'aquest lliurament.
Si Oume i Otane podien transformar-se en Power Instinct, el nombre de personatges transformables augmenta amb Kurara/Super Kurara, Kinta/Poochy i Super Kanji/Kanji. Tots es converteixen en versions més poderoses, menys Kanji, que passa de ser un ancià musculós a un decrèpit amb bastó.
El joc va aparèixer en arcade i PlayStation.

### Power Instinct Legends / Goketsuji Gaiden: Saikyou Densetsu
Any: 1995.
Desenvolupador: Atlus
Història: Després de vèncer en el segon torneig a Otane, Kanji decideix organitzar un més, aquesta vegada per a comprovar el poder dels participants del segon Power Instinct. Kanji els repta a amidar les seues forces contra Chuck, l'home més fort del món (segons ell mateix), si algun pretén aconseguir el control del clan.
Descripció: Aquest joc no passa de ser una revisió de Power Instinct 2, encara que amb alguns afegits interessants.
Per a començar, el joc ofereix un sistema de lluita tag similar al vist en X-Men vs Street Fighter i Kizuna Encounter, podent triar dos lluitadors i anar-los intercanviant en el transcurs del combat.
A més, s'afegeixen quatre nous personatges jugables: Otane, Super Kurara, Poochy i Kuroko. Ja que Super Kurara i Poochy són personatges independents, Kurara i Kinta obtenen nous moviments.
Altres afegits són un super-bloqueig, amb el qual es pot anul·lar un atac enemic i contraatacar, i un colp de càrrega, per a derrocar al rival d'un únic colp.
El joc va aparèixer en arcade.

### Power Instinct: Groove on Fight / Groove on Fight Goketsuji Ichizoku 3
Any: 1997.
Desenvolupador: Atlus
Història: La història ens situa 20 anys després de Power Instinct 2. Una misteriosa família tracta d'acabar amb els últims Gouketsuji. No obstant això, una policia-ciborg del futur, Solus R8000, d'alguna forma descendent del famós clan, tractarà d'evitar-lo.
Descripció: Groove on Fight fa una rentada de cara al planter de lluitadors, deixant únicament a Oume i Otane com personatges d'anteriors jocs, si bé estan lligades l'una a l'altra per l'esquena, formant un únic personatge. La resta, tots nous i pocs relacionats amb antics personatges.
El planter consisteix en Oume/Otane, Solus R8000, M. A. D., Popura, Remi, Chris Wayne, Larry Light, Hizumi, Sujiroku, Falco, Rudolph, Damian i Bristol. El cap final és la versió demoníaca de Bristol (Bristol-D).
El joc té una ambientació més fosca i seriosa, sense deixar de costat l'humor característic de la saga. Gràficament, els personatges són més menuts, però tenen cert toc anime i la seua animació és més fluida. No obstant això, la música està a un nivell molt inferior al d'anteriors Power Instinct.
Groove on Fight compta amb sis botons: els quatre d'atac normals, un per a esquivar i altre per a llançar un colp més poderós i lent al rival, semblant als colps d'enderrocament de The King of Fighters.
Es manté el sistema d'equips de dos lluitadors introduït en Power Instinct Legends. A més, s'inclouen noves tècniques, com el llançament d'enemics derrotats al rival, les burles, atacs amb ajuda del company d'equip, la possibilitat de rematar en el sòl i un atac imparable que posseeix cada lluitador.
El joc va aparèixer en arcade i Sega Saturn.

### Power Instinct: Matrimelee / Shin Gouketsuji Ichizoku: Toukon Matrimelee
Any: 2002.
Desenvolupador: Noise Factory
Història: Ens situem un any després de Power Instinct 2. Un rei d'un llunyà país decideix organitzar un torneig per a poder trobar l'espòs ideal per a la seua filla Sissy (o, en defecte d'això, trobar al príncep una esposa digna). Així és com comença el torneig de lluita Matrimelee.
Descripció: Després de més de cinc anys sense un nou joc de la saga, Noise Factory va desenvolupar aquest joc, amb llicència d'Atlus, per a Neo Geo, quan la famosa placa arcade estava en els seus últims anys de vida.
En aquest lliurament, els personatges jugables són: Oume (Ume), Otane (Tane), Reiji, Keith, Kanji, Saizo, White Buffalo, Kurara (Clara), Annie, Thin-Nen (Chinen), Poochy, Buntaro, Shintaro, Olof i Hikaru. A més, existeixen quatre personatges secrets desbloquejables, procedents de Rage of the Dragons (Jimmy, Lynn, Elias i Mr Jones). La cap final és Sissy.
El salt gràfic és notable, en un intent d'arribar al nivell de Garou: Mark of the Wolves de SNK, però quedant-se una mica per sobre del nivell de Rage of the Dragons, d'Evoga. A pesar d'això, els gràfics segueixen sent superiors al vist en anteriors lliuraments i alguns compten amb molt bones animacions.
On més destaca aquest joc era en el seu apartat sonor, ja que en la seua versió japonesa compte amb la major part dels temes musicals cantats i a una qualitat sorprenent per a Neo Geo. En les versions americana i europea, aquestes cançons desapareixen per complet, sent substituïdes pels temes no cantats del joc i algunes melodies extretes de Rage of the Dragons.
La llista de melodies cantades és la següent:
- Seishun No Kaku Gei (Fighting Games for Young People - Jocs de lluita per als joves). Aquest tema, com el seu nom indica, se centra en els jocs de lluita i està interpretat per quatre xics amb samarretes amb referències a la consola MSX.
- Let's go, onmyouji! (Let's go, necromancer! - Anem, nigromant!). Un tema cantat per uns monjos budistes en un bosc tenebrós per a espantar els dolents esperits.
- Shinobi Ai Goketsuji (Ninja love, Gouketsuji style - Amor ninja a l'estil Gouketsuji). Interpretat per una parella en un karaoke on acaben barallant-se. Aquesta cançó narra per damunt la història dels Gouketsuji i la tradició dels seus tornejos.
- Hyakkan (375 kg). La interpreta un grup musical on tots els seus components són obesos. És la cançó més políticament incorrecta del joc, sent una oda a l'obesitat amb un llenguatge desagradable per a segons quins públics.
- Chisana Shiawase (It's the Little Things that Make Me Happy - Les menudes coses són les quals em fan feliç). Aquest tema ho interpreta una noia en un gronxador mentre toca la guitarra. La cançó se centra en l'obsessió d'aquesta noia per les creïlles fregides.
- Kanenaaijaa (No-money ranger - Ranger Sense diners). La cançó la interpreta un home de negocis arruïnat, Hayato Muichimon. La cançó en si és una paròdia dels temes principals de les sèries sentai.
- Tokimeki Oubaakurokku (Overclock Excitement - Overclocking excitant). Aquesta cançó la interpreten les Trillizas de Akihabara en una tenda d'aquesta famosa zona de Tòquio. Com es pot esbrinar pel títol, és una cançó sobre informàtica, centrada en l'overclock.
- Subarasiki Intaanetuto (Wonderful Internet - Meravellós Internet). Aquesta cançó parla de les meravelles d'Internet, com bé indica el seu títol, interpretada per una xica que ha trobat el seu amor en la Xarxa.
- Bokura no Himitu (Our secrets - Nostres secrets). Un quartet de simpàtics alienígenes ens ofereix la seua història en forma de cançó. Una història que ens explica que venen en to de pau... i a fer experiments amb els humans.
Jugablement, Matrimelee pren molts elements de Power Instinct 2, afegint-li alguns nous, com la possibilitat d'utilitzar al Kuroko en el fons de l'escenari com escut humà o projectil contra l'enemic i realitzar menudes proves de prémer botons si ambdós lluitadors realitzen una burla alhora (Bloodline battles). A més, la barra d'estrès es compon de tres nivells, permetent realitzar atacs especials que consumeixen una o dues barres.
El joc va aparèixer en arcade (Neo Geo).

### Shin Gouketsuji Ichizoku: Bonnou no Kaihou
Any: 2006.
Desenvolupador: Noise Factory
Història: Després del Matrimelee, el rei decideix organitzar un nou torneig per a animar a la seua filla Sissy. Per a això, contracta el lluitador nigerià Bobby Strong com a estrella a batre abans de lluitar contra Sissy i proposa un nou premi per als participants: el guanyador podrà demanar el que vulga, excepte la successió al tron. És l'hora de Bonnou no Kaihou, l'Alliberament dels Luxes.
Descripció: Bonnou no Kaihou és pràcticament el mateix joc que Matrimelee, però afegint sensibles millores gràfiques i extres curiosos com videoclips d'algunes cançons de Matrimelee.
Es va reprendre el sistema de transformacions per a Oume, Otane, Kurara, Kanji i Kinta (que torna a unir-se a Poochy, sent Kinta el personatge seleccionable). També destaquen el retorn d'Angela i l'aparició del cap intermedi Bobby Strong, homenatge al lluitador nigerià establert al Japó Bobby Ologun.